# Wojciech z Liśca
Wojciech z Liśca (zm. przed 24 kwietnia 1468) – polski duchowny katolicki i prawnik. Rektor i wykładowca Uniwersytetu Krakowskiego. Kanonik gnieźnieńskiej kapituły katedralnej, kapituły kruszwickiej i kapituły św. Jerzego w Gnieźnie.

## Życiorys

### Wczesne życie
Był synem Stanisława, sołtysa z Liśca koło Konina. Studia na Uniwersytecie Krakowskim rozpoczął w 1430, bakalaureat sztuk wyzwolonych uzyskał w suche dni po Środzie Popielcowej w 1433 roku. W okresie Bożego Narodzenia 1437 roku sięgnął po stopień magistra sztuk wyzwolonych.

### Działalność w Krakowie
Po uzyskaniu stopnia magistra sztuk wyzwolonych rozpoczął wykładanie na krakowskim Wydziale Sztuk Wyzwolonych, jednocześnie podjął też studia z prawa kanonicznego na tamtejszym Wydziale Prawa. Przed lutym 1449 roku odbył promocję doktorską i otrzymał stopień doktora dekretów.
Po promocji doktorskiej został członkiem Kolegium Prawniczego, w marcu 1452 r. otrzymał katedrę Novorum Iurium oraz mieszkanie, zajmowane wcześniej przez Andrzeja z Sadowia. Niedługo potem wszedł też w posiadanie probostwa w Luborzycy (będącego uposażeniem jego katedry).
Zobowiązany był do prowadzenia wykładów ze zbiorów prawa kanonicznego Liber sextus Bonifacego VIII oraz Clementinae Jana XXII. Aktywnie uczestniczył w życiu uniwersytetu, m.in. biorąc udział w zgromadzeniach ogólnych mistrzów, podczas których rozpatrywano najważniejsze sprawy uczelni. Około 23 kwietnia 1460 roku wybrany został na urząd rektora Uniwersytetu Krakowskiego, urząd ten sprawował przez jeden semestr. Z powodu uzyskania kanonikatu w gnieźnieńskiej kapitule katedralnej i lektoratu prawa przy tamtejszej katedrze, w sierpniu tego samego roku opuścił Kraków i udał się do Gniezna. W jego zastępstwie uczelnią kierował wicerektor Grzegorz Cieniawa z Mysłowic.

### Działalność w Gnieźnie
7 października 1460 r. zwrócił się z prośbą do uniwersytetu o urlop do 8 maja przyszłego roku, na co zgodzili się inni profesorowie prawa kanonicznego, pod warunkiem, że ustanowi on zastępcę na swojej katedrze oraz zatroszczy się o duszpasterstwo w Luborzycy. W następnych latach pełnił funkcję lektora prawa kanonicznego przy katedrze w Gnieźnie i angażował się w życie tamtejszego środowiska kościelnego.
W październiku 1461 roku przewiózł z Krakowa do Gniezna księgozbiór Tomasza Strzępińskiego, zapisany w testamencie kapitule gnieźnieńskiej. Własnym sumptem oprawił też seksterny, zawierające komentarze do Dekretałów Grzegorza IX i Clementinae.
W latach 1462−63 pełnił funkcję prokuratora dóbr kapituły gnieźnieńskiej, w latach 1463–64 zastępował w tamtejszym konsystorzu Mikołaja z Czechla i Piotra z Pniew. Po śmierci prymasa Jana Sprowskiego odgrywał istotną rolę, współpracując z wybranym przez kapitułę administratorem archidiecezji Piotrem z Pniew. Uczestniczył w kapitularnej elekcji nowego arcybiskupa Jana Gruszczyńskiego.
Od 1441 r. posiadał kanonię w Kruszwicy, a od 1464 roku również w kapitule św. Jerzego w Gnieźnie.

### Śmierć
Pod koniec życia podarował gnieźnieńskiej kapitule rękopis Summa de casibus conscientiae Bartłomieja z Pizy. Zmarł przed 24 kwietnia 1468 roku, gdyż tego dnia lektorat prawa kanonicznego oraz kanonię w Gnieźnie objął po nim Władysław Głębocki z Poznania.